# 黄鹤楼街道
黄鹤楼街街道，是中华人民共和国湖北省武汉市武昌区下辖的一个乡镇级行政单位。

## 行政区划
黄鹤楼街街道下辖以下地区：
读书社区、后长社区、中营社区、西厂口社区、商家社区、杏花天社区、彭刘杨路社区、大成社区、花堤社区、生物社区、五库村社区、武汉音乐学院社区和省人民医院社区。